# Szaitama
Szaitama (さいたま市; Hepburn: Saitama-shi) Japán Szaitama prefektúrájának székhelye és legnépesebb városa. A prefektúra délkeleti részén fekszik. Jogilag kormányrendelettel kijelölt városnak minősül.
2001. május 1-jén alapították a korábbi Urava, Ómija, Jono és Ivacuki városok összevonásával.

## Népesség
| Lakosok száma | 1 176 314 | 1 222 434 | 1 263 979 | 1 325 843 |
|               | 2005      | 2010      | 2015      | 2021      |

## Fordítás
- Ez a szócikk részben vagy egészben a Saitama, Saitama című angol Wikipédia-szócikk ezen változatának fordításán alapul.  Az eredeti cikk szerkesztőit annak laptörténete sorolja fel. Ez a jelzés csupán a megfogalmazás eredetét és a szerzői jogokat jelzi, nem szolgál a cikkben szereplő információk forrásmegjelöléseként.